# Petar Cikusa
Petar Cikusa Jelicic (en serbocroata: Petar Cikuša Jeličić; Bordils, Gerona, 8 de diciembre de 2005) es un jugador de balonmano español que juega de central en el FC Barcelona de la Liga Asobal. Es internacional con la selección de balonmano de España. Tiene un hermano mellizo que también es jugador de balonmano, Djordje Cikusa.
Petar debutó el 2 de noviembre de 2023 con la selección, junto a su hermano Djordje, en un partido amistoso frente a la selección de balonmano de los Países Bajos, convirtiéndose ambos en los segundos jugadores más jóvenes en debutar con la selección española, a la edad de 17 años, 10 meses y 22 días, seis meses después de que lo hiciese Quico López Balcells en el año 1966.

## Palmarés

### FC Barcelona
- Supercopa Ibérica (2): 2023, 2024
- Liga Asobal (1): 2024
- Liga de Campeones de la EHF (1): 2024
- Copa Asobal (1): 2024
- Copa del Rey de Balonmano (1): 2024

### Consideraciones individuales
- MVP del Campeonato Europeo de Balonmano Masculino Sub-20 de 2024[5]

## Clubes
| Club           | País   | Año         |
| -------------- | ------ | ----------- |
| FC Barcelona B | España | 2022 - 2023 |
| FC Barcelona   | España | 2023 - Act. |

## Estadísticas

### Selección nacional
|  | Líder del Torneo            |
|  | Incluido en el Equipo Ideal |

| Torneo              | Partidos | Ataque | Ataque | Ataque      | Ataque | Posición |
| Torneo              | Partidos | Goles  | Tiros  | Efectividad | Media  | Posición |
| ------------------- | -------- | ------ | ------ | ----------- | ------ | -------- |
| Mundial 2025        | 5        | 11     | 18     | 61.11%      | 2.2    | 18º      |
| Total en su carrera | 5        | 11     | 18     | 61.11%      | 2.2    | -        |

Actualizado a 31 de enero de 2025.